# Röösa
Röösa (Duits: Rösarshof) is een plaats in de Estlandse gemeente Saaremaa, provincie Saaremaa. De plaats heeft de status van dorp (Estisch: küla) en telt 13 inwoners (2021).
Tot in oktober 2017 behoorde Röösa tot de gemeente Valjala. In die maand werd Valjala bij de fusiegemeente Saaremaa gevoegd.
Röösa werd in 1645 onder de naam Rösa voor het eerst genoemd als nederzetting. In 1782 was Röösa een landgoed, na 1920 weer een plaats.